# وباء الرقص

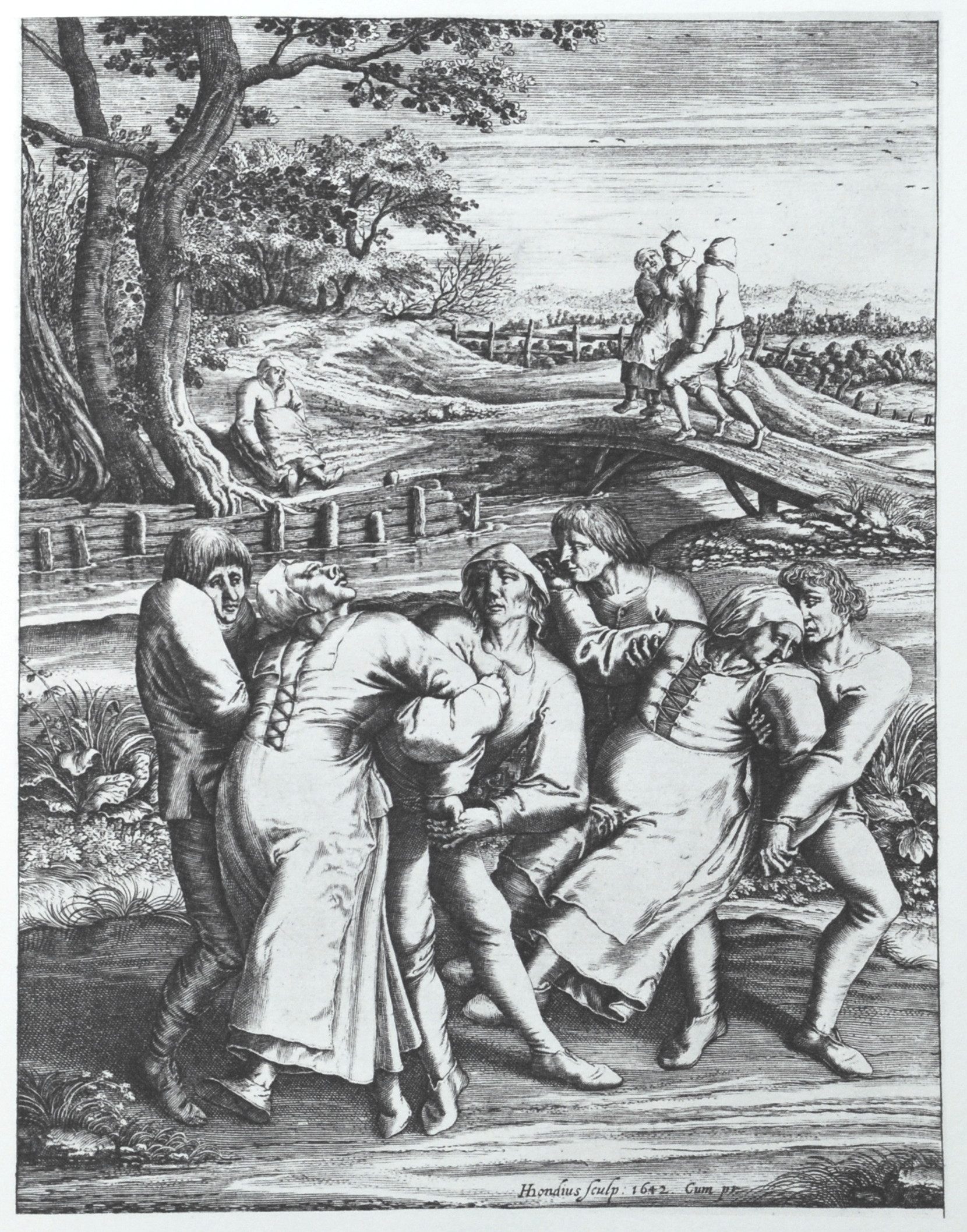
هوس الرقص في طريق الحج إلى الكنيسة في سانت-جانز-مولينبيك. نقش لهيندريك هونديوس (1642)، استلهم من رسم لبيتر بروغل الأكبر (1564).

حادثة وباء الرقص أو طاعون الرقص هي حالة من الهستيريا الجماعية وقعت في عام 1518 في مدينة ستراسبورغ، في اقليم الألزاس (التي كانت جزءً من الإمبراطورية الرومانية المقدسة وتقع حاليًا في فرنسا) في يوليو من ذلك العام. أصابت هذه الحالة حوالي 400 شخص ودفعتهم إلى الرقص لعدة أيام دون راحة وقد وصل الأمر إلى استمرار البعض في الرقص لمدد تقارب الشهر مما أدى إلي وفاة بعضهم من الإصابة بالنوبات القلبية والسكتة الدماغية، أو الإرهاق.

## الأحداث
بدأ انتشار المرض في يوليو 1518، عندما بدأت امرأة تدعى فراو تروفيا في الرقص بحماس في أحد شوارع ستراسبورغ واستمرت في الرقص ما بين 4-6 أيام. في غضون أسبوع انضم اليها 34 آخرين، وخلال شهر واحد، كان هناك حوالي 400 الراقصات والراقصين. بعض من هؤلاء الناس مات في نهاية المطاف من النوبات القلبية والسكتات الدماغية، أو الإرهاق.
الحادثة موثقة تاريخيًا، بما في ذلك «مذكرات الطبيب، المواعظ في كاتدرائية المدينة، السجلات المحلية والإقليمية، وحتى المذكرات الصادرة من قبل مجلس مدينة ستراسبورغ» وكلها تؤكد أن الضحايا رقصوا. ومن غير المعروف لماذا رقص هؤلاء الناس، بل أن البعض رقص حتى الموت.
ومع استفحال وباء الرقص، سعى بعض نبلاء المدينة إلي الاستعانة بنصيحة الأطباء المحليين، الذين استبعدوا أن يكون السبب متعلقًا بالأجرام السماوية أو أي أسبابٍ أخرى خارقة للطبيعة، ولكنهم أعلنوا أن وباء الرقص هو «مرض طبيعي» ناتج عن زيادة في «الدم الحار». إلا أن العلاج الذي وصف لم يكن باستخراج هذه الدماء الحارة عن طريق الاحتجام مثلًا وكلنهم نصحوا السلطات بالمزيد من الرقص، والتي افتتحت بدورها قاعتين مخصصتين للرقص وسوق الحبوب، وحتى أنهم قاموا ببناء منصة خشبية. وقد اتخذت السلطات هذه الإجرائات لأنهم اعتقدوا أن الراقصات والراقصين سيتعافون إذا رقصن ورقصوا بشكلٍ مستمر ليلًا ونهارا. لزيادة فعالية العلاج قامت السلطات بالدفع للموسيقيين لكي يستمر الراقصات والراقصين في الحركة.
ذكر المؤرخ جون والر أن رجلًا في قوة عداء الماراثون مثلا، لن يستطيع أن يجاري هؤلاء الراقصين في حركتهم المكثفة والتي أدت بهم إلى الوفاة.